# Зохар, Ицик
Ицхак (Ицик) Зохар (ивр. איציק זוהר‎, родился 31 октября 1970 года) — израильский футболист и спортивный комментатор, полузащитник сборной Израиля. Родившийся в Бат-Яме в семье эмигрантов из Северной Африки, Ицик Зохар стал автором первых голов сборной Израиля в первом матче отборочного турнира к чемпионату мира в зоне УЕФА, состоявшемся 28 октября 1992 года. Признаётся одним из лучших исполнителей штрафных ударов в израильском футболе. Член Зала славы израильского футбола.

## Биография

### Семья
Зохар вырос в маабара на границе Бат-Яма и Яффы, где был дом его семьи. Проживавший в неблагоприятных условиях, Ицик часто играл в футбол с друзьями, чтобы избежать дурного влияния улицы. В связи с бедственным положением семьи Ицик даже не ездил на автобусе и часто возвращался пешком с футбольных тренировок.
Супруга Зохара — Илана, с которой он состоял в браке более 10 лет. В браке родились сыновья Габриэль и Михаэль. В интервью «Едиот Тель-Авив» Зохар сказал, что очень много времени проводит с детьми и пересмотрел 17 раз мультфильм «В поисках Немо». Зохар — религиозный иудей и близкий друг раввина Пинто из Ашдода. Также у него есть брат Авиви, профессиональный футболист.

### Карьера игрока

#### Клубная
Ицик был воспитанником клуба «Маккаби» из Яффы. Дебютировал он в Лиге Арцит (второй лиге чемпионата Израиля) в матче против «Хакоах» из Рамат-Гана (ничья 0:0). Команда заняла 9-е место в чемпионате, а Зохара приобрёл тель-авивский «Маккаби», с которым он выиграл чемпионат в сезоне 1991/1992. Стоимость трансфера составила 90 тысяч долларов, что стало крупнейшим трансфером на тот момент в израильском футболе. Зохар играл в «Маккаби» с Ури Малмилианом, которого считает одним из своих учителей в футболе. В сезоне 1993/1994 он выиграл Кубок Израиля, а затем уехал за границу играть за бельгийский клуб «Антверпен». Однако вскоре он вернулся из Бельгии в Израиль, поскольку заболел желтухой.
В сезоне 1995/1996 Зохар оформил дубль, выиграв чемпионат и кубок Израиля с тель-авивским «Маккаби». После он перешёл в английский «Кристал Пэлас» за 1,2 млн фунтов стерлингов, однако так и не закрепился в основном составе команды. В матче чемпионата против «Саутгемптона» Ицик Зохар вызвался бить пенальти вместо штатного пенальтиста Брюса Даера и пробил откровенно слабо, что стоило клубу победы. После этого репутация Зохара в клубе была подорвана, и он стал реже попадать в стартовый состав. Возмущённый этим, он ушёл из «Кристал Пэлас». Фанаты признали его одним из 10 худших приобретений клуба по итогам сезона, а в апреле 2012 года журнал Talk Sport признал его худшим легионером «Кристал Пэлас» за все времена.
По возвращении из Англии Зохар перешёл в «Маккаби» из Хайфы, заменив ушедшего в «Бенфику» Сергея Кандаурова. Тренер команды Даниэль Брайловски был недоволен выступлениями Зохара и отправил его на скамейку запасных, перестав включать его в стартовый состав. Зохар вернулся снова в «Маккаби» из Тель-Авива, но во время выступлений получил тяжёлую травму, которая вывела его из строя на 10 месяцев. Позднее он утверждал, что это были самые тяжёлые времена в его футбольной карьере. После восстановления от последствий травмы Зохар продолжил выступления в команде «Маккаби» из Герцлии, прежде чем перейти в одноимённый клуб из Нетании. Там он стал зарабатывать деньги, рекламируя разнообразные бренды. Однако снова его карьера оказалась под угрозой, когда на Зохара открыли дисциплинарное дело: по официальным данным, во время матча против холонского клуба «Хапоэль Цафирим» Ицик Зохар выкрикивал расистские оскорбления в адрес израильского футболиста эфиопского происхождения Зива Каведы. В свою защиту Зохар заявил, что не оскорблял Каведу, а перебранивался с другим игроком — американцем Хамиси Амани-Давом. Проблема была в том, что Израильская футбольная ассоциация ни разу не сталкивалась с проявлениями расизма на футбольном поле, а система наказаний за подобные действия отсутствовала. В итоге Зохар был отстранён на один матч, получил штраф в 5 тысяч новых шекелей и публично осуждён за подобные действия, подорвавшие образ Израиля как страны, в которой нет расовых предубеждений.
Контракт Зохара с клубом из Нетаньи был разорван, а тренер клуба Ури Малмилиан ушёл в знак протеста. Зохар пришёл в иерусалимский «Бейтар», которому помог не вылететь из Лиги Леумит, а после ещё одного сезона объявил о скором завершении карьеры. В 2003 году Зохар открыл бар-ресторан «Сага» в Тель-Авиве. Вскоре он возобновил карьеру в составе клуба «Ашдод», а с 1 мая 2004 года стал игроком клуба «Хапоэль» из Нацрет-Иллита, но провёл всего три игры в составе «Хапоэля». 14 февраля 2005 года Ицик Зохар объявил об окончательном завершении карьеры игрока в связи со многочисленными проблемами со здоровьем.

#### В сборной
Дебют Зохара за национальную сборную состоялся 12 февраля 1992 года в товарищеском матче против сборной СНГ. Зохар сыграл 65 минут, прежде чем уступить место Эялю Берковичу (сборная Израиля проиграла 1:2). Через два месяца Зохар забил свой первый гол в товарищеском матче с командой Исландии, а 28 октября того же года в официальном матче против сборной Австрии — первой официальной игре Израиля в зоне УЕФА в рамках отбора на чемпионат мира в США — оформил дубль на 53-й и 76-й минутах, но его сборная всё же проиграла 5:2. Всего он сыграл 31 игру, отличившись 9 раз. Зохар участвовал в отборочных турнирах к чемпионатам мира 1994, 1998 и 2002 годов, а также в отборочном турнире к чемпионату Европы 1996 года. Последнюю игру он провёл 3 сентября 2000 года против команды Лихтенштейна.

### Карьера в пляжном футболе
1 июня 2007 года Зохар провёл первый матч за сборную Израиля по пляжному футболу: он забил гол в ворота сборной Англии, а Израиль победил со счётом 6:5. Игра прошла в Нетании. Зохар должен был сыграть в квалификационном раунде Евролиги в Афинах, но из-за травмы был исключён из состава. В чемпионате Израиля Зохар играл за команду города Рош-ха-Аин.

### На телевидении
После завершения игровой карьеры Зохар стал появляться чаще на телевидении. В Израиле он является лицом таких всемирно известных брендов, как Gillette и Careline. Регулярный гость футбольных программ на 10 канале израильского телевидения. Несколько раз снимался в выпусках программы «Шоу», которая была закрыта после нескольких выпусков. Работал в Тель-Авиве риэлтором. В 2008—2015 годах — спортивный комментатор израильского телеканала Sport 5, в 2012 году работал спортивным телекомментатором на канале ONE.

### Происшествия
9 декабря 2007 года Ицик Зохар был арестован по обвинению в неуплате налогов с 1988 по 2002 годы. Его освободили после внесения залога в 1,8 млн израильских шекелей. В июне 2008 года на Зохара напал неизвестный, ударив его бутылкой по голове: пострадавшему наложили 52 шва на правую часть лица. В январе 2011 года в клубе Тель-Авива на Зохара было совершено ещё одно нападение: неизвестный опять разбил голову Зохару бутылкой, поранив ему голову и руку.
В 2012 году Зохар объявил о своём банкротстве: в течение 8 лет он вкладывал деньги в игорный бизнес и тотализаторы, однако набрал долгов на сумму 750 тысяч новых шекелей, а также не заплатил налоги на сумму в 192 тысячи шекелей.

## Статистика
| Выступление за клуб | Выступление за клуб    | Выступление за клуб      | Чемпионат | Чемпионат | Кубок         | Кубок         | Кубок лиги | Кубок лиги | Континентальный турнир | Континентальный турнир | Итого | Итого |
| Сезон               | Клуб                   | Лига                     | Игры      | Голы      | Игры          | Голы          | Игры       | Голы       | Игры                   | Голы                   | Игры  | Голы  |
| Израиль             | Израиль                | Израиль                  | Чемпионат | Чемпионат | Кубок Израиля | Кубок Израиля | Кубок Тото | Кубок Тото | Еврокубки              | Еврокубки              | Итого | Итого |
| ------------------- | ---------------------- | ------------------------ | --------- | --------- | ------------- | ------------- | ---------- | ---------- | ---------------------- | ---------------------- | ----- | ----- |
| 1987/1988           | Маккаби (Яффа)         | Лига Арцит               | 14        | 2         |               |               |            |            |                        |                        | 14    | 2     |
| 1988/1989           | Маккаби (Тель-Авив)    | Лига Леумит              |           |           |               |               |            |            |                        |                        |       |       |
| 1989/1990           | Маккаби (Тель-Авив)    | Лига Леумит              |           |           |               |               |            |            |                        |                        |       |       |
| 1990/1991           | Маккаби (Тель-Авив)    | Лига Леумит              |           |           |               |               |            |            |                        |                        |       |       |
| 1991/1992           | Маккаби (Тель-Авив)    | Лига Леумит              |           |           |               |               |            |            |                        |                        |       |       |
| 1992/1993           | Маккаби (Тель-Авив)    | Лига Леумит              |           |           |               |               |            |            |                        |                        |       |       |
| 1993/1994           | Маккаби (Тель-Авив)    | Лига Леумит              |           |           |               |               |            |            |                        |                        |       |       |
| Итого               | Израиль                | Израиль                  | 179       | 28        |               |               |            |            |                        |                        | 179   | 28    |
| Бельгия             | Бельгия                | Бельгия                  | Чемпионат | Чемпионат | Кубок Бельгии | Кубок Бельгии | Кубок Лиги | Кубок Лиги | Еврокубки              | Еврокубки              | Итого | Итого |
| 1994/1995           | Антверпен              | Первый Дивизион          | 24        | 6         | -             | -             | -          | -          | -                      | -                      | 24    | 6     |
| Итого               | Бельгия                | Бельгия                  | 24        | 6         |               |               |            |            |                        |                        | 24    | 6     |
| Израиль             | Израиль                | Израиль                  | Чемпионат | Чемпионат | Кубок Израиля | Кубок Израиля | Кубок Тото | Кубок Тото | Еврокубки              | Еврокубки              | Итого | Итого |
| 1995/1996           | Маккаби (Тель-Авив)    | Лига Леумит              | 21        | 9         |               |               |            |            |                        |                        | 21    | 9     |
| 1996/1997           | Бейтар (Иерусалим)     | Лига Леумит              | 29        | 14        |               |               |            |            |                        |                        | 29    | 14    |
| Итого               | Израиль                | Израиль                  | 50        | 23        |               |               |            |            |                        |                        |       |       |
| Англия              | Англия                 | Англия                   | Чемпионат | Чемпионат | Кубок Англии  | Кубок Англии  | Кубок Лиги | Кубок Лиги | Еврокубки              | Еврокубки              | Итого | Итого |
| 1997                | Кристал Пэлас          | английская Премьер-лига  | 6         | 0         | 0             | 0             | 3          | 0          | 0                      | 0                      | 9     | 0     |
| Итого               | Англия                 | Англия                   | 6         | 0         | 0             | 0             | 3          | 0          | 0                      | 0                      | 9     | 0     |
| Израиль             | Израиль                | Израиль                  | Чемпионат | Чемпионат | Кубок Израиля | Кубок Израиля | Кубок Тото | Кубок Тото | Еврокубки              | Еврокубки              | Итого | Итого |
| 1998                | Маккаби (Хайфа)        | Лига Леумит              | 10        | 4         | 3             | 2             | -          | -          | -                      | -                      | 13    | 6     |
| 1998/1999           | Маккаби (Тель-Авив)    | Лига Леумит              | 7         | 2         | -             | -             | -          | -          | -                      | -                      | 7     | 2     |
| 1999/2000           | Маккаби (Герцлия)      | Израильская Премьер-Лига | 17        | 2         | -             | -             | -          | -          | -                      | -                      | 17    | 2     |
| 1999/2000           | Маккаби (Нетания)      | Израильская Премьер-Лига | 18        | 10        | -             | -             | -          | -          | -                      | -                      | 18    | 10    |
| 2000/2001           | Маккаби (Нетания)      | Израильская Премьер-Лига | 33        | 14        | -             | -             | -          | -          | -                      | -                      | 33    | 14    |
| 2001/2002           | Маккаби (Нетания)      | Израильская Премьер-Лига | 15        | 5         | -             | -             | -          | -          | -                      | -                      | 15    | 5     |
| 2001/2002           | Бейтар (Иерусалим)     | Израильская Премьер-Лига | 17        | 6         | -             | -             | -          | -          | -                      | -                      | 17    | 6     |
| 2002/2003           | Бейтар (Иерусалим)     | Израильская Премьер-Лига | 28        | 11        | -             | -             | -          | -          | -                      | -                      | 28    | 11    |
| 2003/2004           | Ашдод                  | Израильская Премьер-Лига | 12        | 3         | -             | -             | -          | -          | -                      | -                      | 12    | 3     |
| 2004/2005           | Хапоэль (Нацрат-Иллит) | Израильская Премьер-Лига | 3         | 0         | -             | -             | -          | -          | -                      | -                      | 3     | 0     |
| Итого               | Израиль                | Израиль                  | 389       | 108       |               |               |            |            |                        |                        | 392   | 110   |
| Итого               | Бельгия                | Бельгия                  | 24        | 6         |               |               |            |            |                        |                        | 24    | 6     |
| Итого               | Англия                 | Англия                   | 6         | 0         |               |               |            |            |                        |                        | 9     | 0     |
| Итого за карьеру    | Итого за карьеру       | Итого за карьеру         | 419       | 114       |               |               |            |            |                        |                        | 425   | 116   |

## Достижения
- Маккаби (Тель-Авив):
  - Чемпион Израиля (2): 1991/92, 1995/96
  - Победитель Кубка Израиля (2): 1994, 1996
  - Победитель Кубка Тото (2): 1992/93, 1998/99
- Бейтар (Иерусалим):
  - Чемпион Израиля (1): 1996/97
- Маккаби (Хайфа):
  - Победитель Кубка Израиля (1): 1998